# مسجد النور (يافع)

تعديل مصدري - تعديل

مسجد النور هي إحدى قرى عزلة لبعوس بمديرية يافع التابعة لمحافظة لحج، بلغ تعداد سكانها 855 نسمة حسب تعداد اليمن لعام 2004.